# Scopula protecta
Scopula protecta là một loài bướm đêm trong họ Geometridae.